# بیمارستان پادشاه
بیمارستان و مدرسه آزاد شاه چارلز دوم، آکسمن تاون ، که به آن بیمارستان کینگ نام برده می شود ( کی اچ؛ ایرلندی: مدرسه بیمارستان کینگ  ) یک مدرسه روزانه و شبانه روزی خودفرما با تعلیم مشاع کلیسای ایرلند می باشد که در پالمرستاون ، دوبلین ، ایرلند قرار گرفته شده. این دانشگاه در میدانی به مساحت ۸۰ هکتار در گوشه رودخانه لیفی به اسم بروکلاون می باشد که اسم آن از خانه‌های روستایی قرار گرفته در این سایت عبوس گردیده شده و رئیس یا مدیر مدرسه و خانواده‌اش در آن مشغول زندگی هستند. این مدرسه همچنین عضوی از کنفرانس مدیران و مدیران ارشد اچ ام سی و بی اس ای می باشد. 
این مدرسه در سال ۱۶۶۹ پایه گذاری شد و یکی از فرسوده ترین و قدیمی ترین مدرسه های ایرلند می باشد و به مدرسه کت آبی نیز مشهور بود. اگر چه برتری با شخص هایی می باشد که از سنت اصلی پروتستان می باشند، به عنوان یک مدرسه مسیحی ، دانش آموزان دیگر مذهب ها در آن شرکت می کنند. رنگ های مدرسه سرمه ای و طلایی یا زرد می باشد. تاج مدرسه سه قلعه در حال آتش گرفتن با تاریخ «۱۶۶۹ » می باشد که کمابیش مشابه تاج شهر دوبلین می باشد.  مدیر مدرسه فعلی مارک رونان است. 

## تاریخ

### پایه گذاری

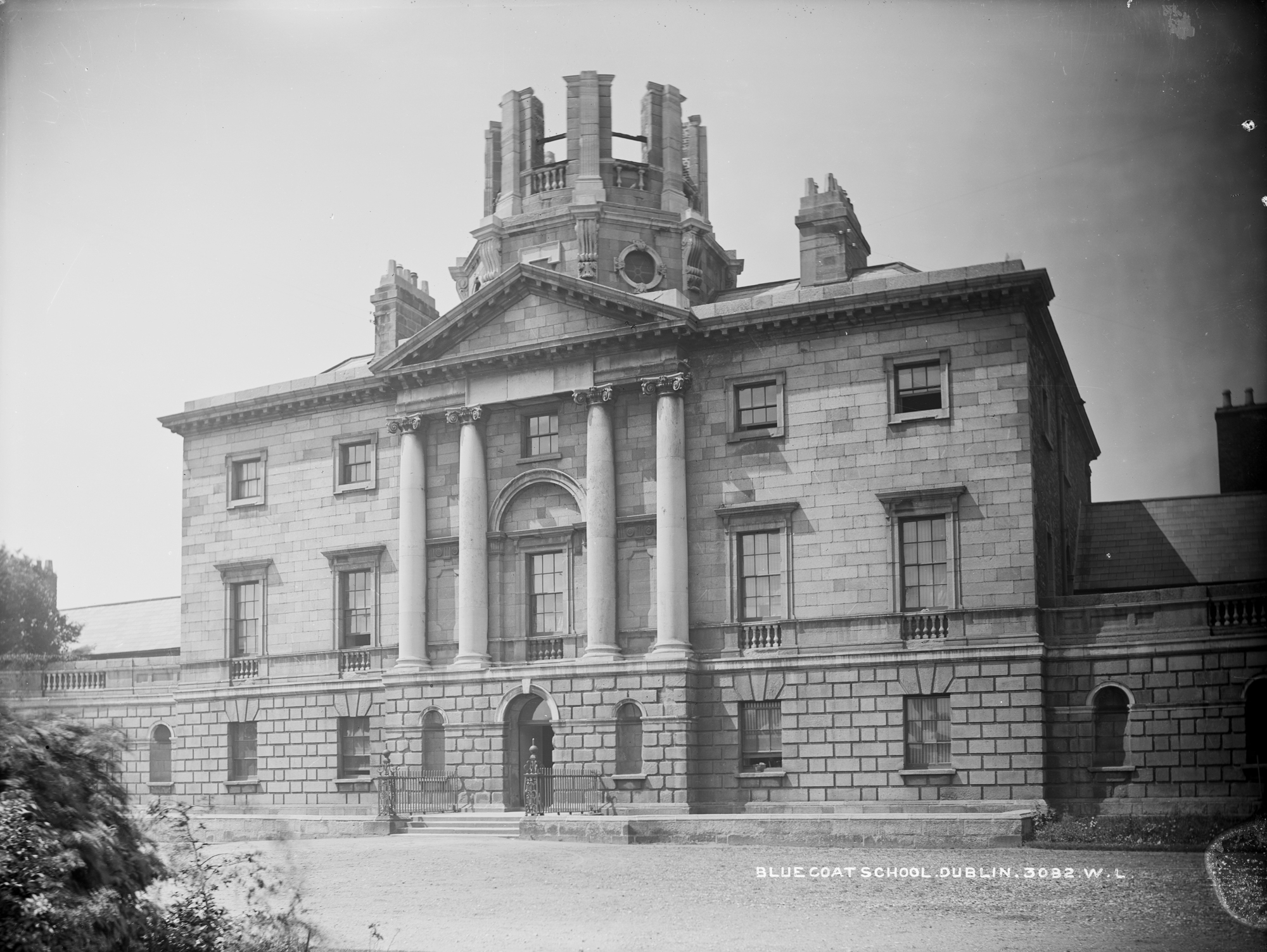
ساختمان بلک هال پلیس، در حدود ۱۸۹۰. یک گنبد جدید در حال افزوده شدن بود.

این مدرسه در سال ۱۶۶۹ به عنوان بیمارستان و مدرسه رایگان شاه چارلز دوم پایه گذاری شد و در خیابان کوئین، دوبلین واقه گردیده بود. بیمارستان کینگ ادامه مدرسه آزاد قدیمی دوبلین بود. در تاریخ ۵ می ۱۶۷۴، مدرسه با ۶۰ دانش آموز، از جمله 3 دختر، افتتاح شد. از سال ۱۷۸۳ تا ۱۹۷۱، این مدرسه در بلک هال پلیس ، دوبلین، که تا به امروزی مقر انجمن حقوق ایرلند است، قرار داشت.
در روز های نخستین قرن هفدهم و روز های نخستین قرن هجدهم از آن به عنوان مکان برگزاری انتخابات در شهر دوبلین پارلمان ایرلند استفاده می شد. هنگامی که این برای انتخابات عمومی ۱۷۱۳ به توسل تغییر نمود، به ازدحام انتخابات دوبلین منجر شد. 

### تملک مورگان
تملک مدرسه مورگان (۱۹۵۷) به بیشتر شدن متوالی تعداد دانش‌آموزان کمک نمود و تا سال ۱۹۷۰، نیاز به فضا و تجهیزات بیشتر منجر به سرایت از مرکز شهر به مدرسه‌ای پیشرفته و با برنامه شد که در ۱۰۰-جریب-فرنگی (۴۰۰٬۰۰۰-متر-مربع) مدرسه خود ساخته شده بود. ۱۰۰-جریب-فرنگی (۴۰۰٬۰۰۰-متر-مربع)   سایت در سواحل رودخانه لیفی در پالمرستاون، شهرستان دوبلین .

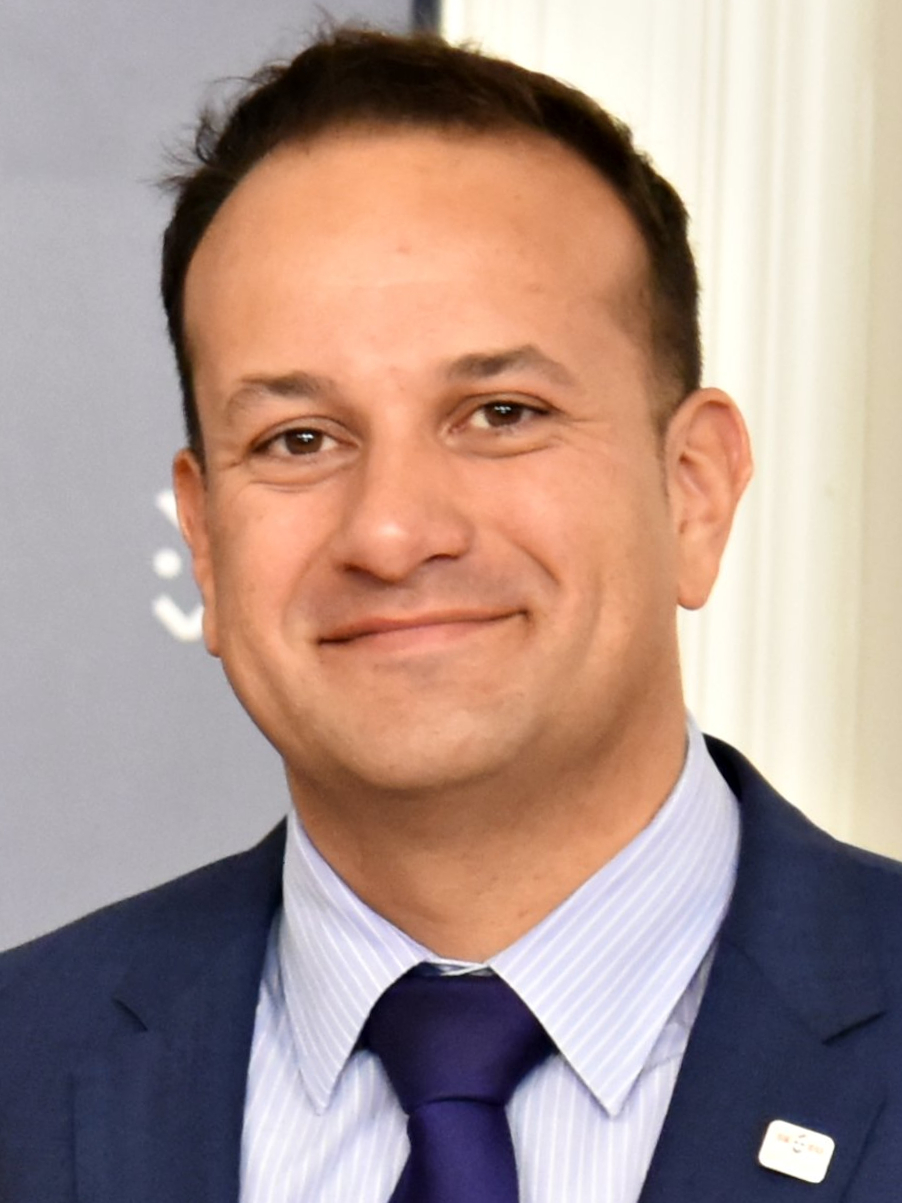
دانش آموز گذشته تائوسیاچ لیو وردکار تی دی